# Station écologique

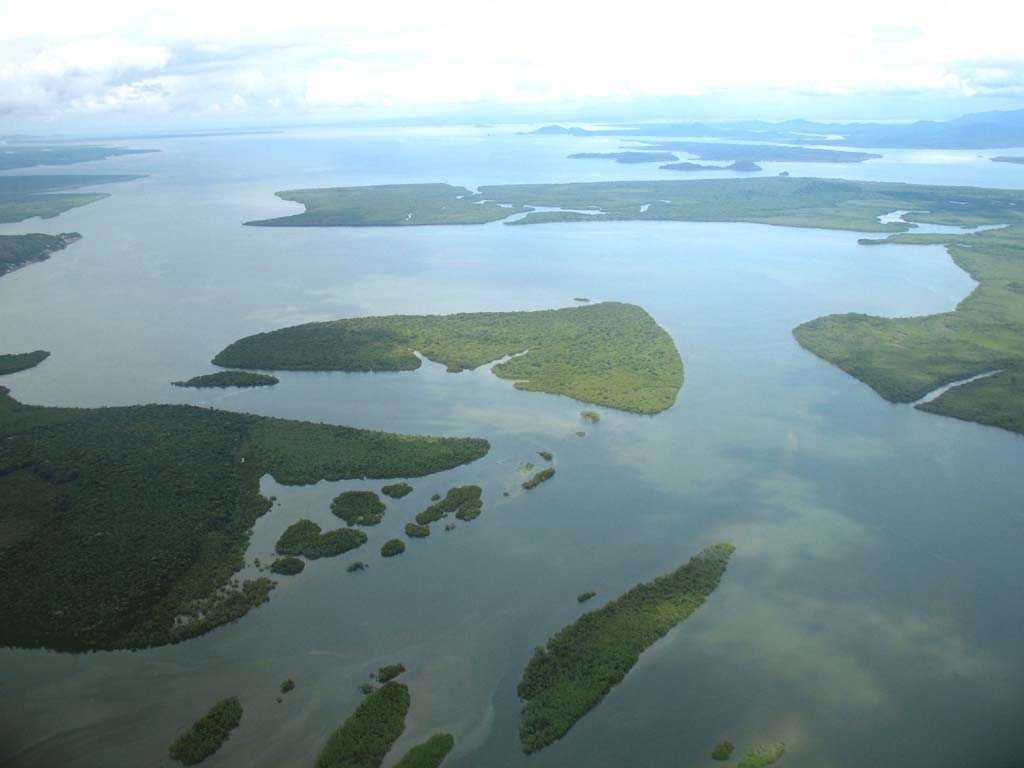
Île de Sambaqui. Baie de Guaraqueçaba

Une station écologique (en portugais : Estação Ecológica) au Brésil est un type d'aire protégée du Brésil tel que défini par le Système national d'unités de conservation (SNUC).
L’objectif est de préserver des échantillons représentatifs intacts des différents biomes du Brésil.

## Objectifs et restrictions
Dans les années 1970, le Secrétariat spécial de l'environnement, dirigé par l'écologiste Paulo Nogueira Neto, lance un programme de estações ecológicas (stations écologiques) dans le but d'établir un réseau de réserves qui protégeraient des échantillons représentatifs de tous les écosystèmes brésiliens. L'objectif d'une station écologique est de préserver la nature et de mener des recherches scientifiques. Elle établit le droit d'expropriation, et définit les zones privées comprises dans ses limites nécessitant une expropriation. Dans ces zones, la visite du public est interdite, sauf à des fins éducatives, conformément aux dispositions du Plan de gestion de l'unité ou d'un règlement spécifique, et la recherche scientifique dépend de l'autorisation préalable de l'organisme responsable de l'administration de l'unité et est soumise aux conditions et restrictions établies par cet organisme.
Les modifications de l’environnement dans une station écologique sont autorisées pour restaurer des écosystèmes modifiés, gérer des espèces de manière à préserver la biodiversité et collecter des spécimens à des fins scientifiques. Des modifications sont également autorisées pour mener des recherches scientifiques qui affectent l'environnement, mais sur une superficie ne dépassant pas 1 500 hectares, ou un maximum de 3 % de la superficie totale de la station écologique, selon la plus petite des deux.

## Liste de stations écologiques du Brésil
| Nom                              | État                   | Superficie (ha) | Niveau de gestion | Date de création | Biome            |
| -------------------------------- | ---------------------- | --------------- | ----------------- | ---------------- | ---------------- |
| Acauã                            | Minas Gerais           | 3,195           | État              | 1974             | Forêt atlantique |
| Águas do Cuiabá                  | Mato Grosso            | 11,328          | État              | 2002             | Cerrado          |
| Águas Emendadas                  | Federal District       | 9,181           | État              | 1968             | Cerrado          |
| Aiuaba                           | Ceará                  | 11,525          | Fédéral           | 2001             | Caatinga         |
| Alto Maués                       | Amazonas               | 668,160         | Fédéral           | 2014             | Biome amazonien  |
| Angatuba                         | São Paulo              | 1,394           | État              | 1985             | Forêt atlantique |
| Aracuri-Esmeralda                | Rio Grande do Sul      | 277             | Fédéral           | 1981             | Forêt atlantique |
| Bananal                          | État de São Paulo      | 884             | État              | 1987             | Forêt atlantique |
| Banhados de Iguape               | État de São Paulo      | 16,588          | État              | 2006             | Forêt atlantique |
| Barreiro Rico                    | État de São Paulo      | 293             | État              | 2006             | Forêt atlantique |
| Caetetus                         | État de São Paulo      | 2,254           | État              | 1977             | Forêt atlantique |
| Caracaraí                        | Roraima                | 86,793          | Fédéral           | 1982             | Biome amazonien  |
| Carijós                          | Santa Catarina         | 759             | Fédéral           | 1987             | Zones côtières   |
| Castanhão                        | Ceará                  | 12,579          | Fédéral           | 2001             | Caatinga         |
| Chauás                           | État de São Paulo      | 2,700           | État              | 1987             | Forêt atlantique |
| Cuniã                            | Rondônia / Amazonas    | 189,661         | Fédéral           | 2001             | Biome amazonien  |
| Grão-Pará                        | Pará                   | 4,245,819       | État              | 2006             | Biome amazonien  |
| Guanabara                        | État de Rio de Janeiro | 1,935           | Fédéral           | 2006             | Zones côtières   |
| Guaraqueçaba                     | Paraná                 | 4,476           | Fédéral           | 1982             | Zones côtières   |
| Guaxindiba                       | État de Rio de Janeiro | 3,160           | État              | 2002             | Forêt atlantique |
| Ilha do Mel                      | Paraná                 | 2,241           | État              | 1982             | Zones côtières   |
| Iquê                             | Mato Grosso            | 215,969         | Fédéral           | 1981             | Biome amazonien  |
| Itirapina                        | État de São Paulo      | 5,512           | État              | 1984             | Forêt atlantique |
| Jari                             | Amapá, Pará            | 227,126         | Fédéral           | 1982             | Biome amazonien  |
| Jataí                            | São Paulo              | 9,010           | État              | 1982             | Cerrado          |
| Juami-Japurá                     | Amazonas               | 831,524         | Fédéral           | 1985             | Biome amazonien  |
| Jutaí-Solimões                   | Amazonas               | 284,285         | Fédéral           | 1983             | Biome amazonien  |
| Juréia-Itatins                   | São Paulo              | 208,505         | État              | 1986             | Atlantic Forest  |
| Maracá                           | Roraima                | 103,976         | Fédéral           | 1981             | Biome amazonien  |
| Maracá-Jipioca                   | Amapá                  | 60,200          | Fédéral           | 1981             | Biome amazonien  |
| Mata do Jacaré                   | São Paulo              | 75              | État              | 1987             | Forêt atlantique |
| Mata dos Ausentes                | Minas Gerais           | 498             | État              | 1974             | Forêt atlantique |
| Mata Preta                       | Santa Catarina         | 6,566           | Fédéral           | 2005             | Forêt atlantique |
| Mico Leão Preto                  | São Paulo              | 5,500           | Fédéral           | 2002             | Forêt atlantique |
| Mujica Nava                      | Rondônia               | 18,281          | État              | 1996             | Biome amazonien  |
| Murici                           | Alagoas                | 6,132           | Fédéral           | 2001             | Forêt atlantique |
| Niquiá                           | Roraima                | 284,787         | Fédéral           | 1985             | Biome amazonien  |
| Paraíso                          | État de Rio de Janeiro | 5,000           | État              | 1987             | Forêt atlantique |
| Pau-Brasil                       | Bahia                  | 1,151           | État              | 1997             | Forêt atlantique |
| Pau-Brasil                       | Paraíba                | 82              | État              | 2002             | Forêt atlantique |
| Pirapitinga                      | Minas Gerais           | 1,384           | Fédéral           | 1987             | Cerrado          |
| Raso da Catarina                 | Bahia                  | 105,300         | Fédéral           | 1984             | Caatinga         |
| Rio Acre                         | Acre                   | 77,500          | Fédéral           | 1981             | Biome amazonien  |
| Rio da Casca                     | Mato Grosso            | 3,534           | État              | 1994             | Biome amazonien  |
| Rio Flor do Prado                | Mato Grosso            | 8,517           | État              | 2003             | Biome amazonien  |
| Rio Madeirinha                   | Mato Grosso            | 13,683          | État              | 1997             | Biome amazonien  |
| Rio Ronuro                       | Mato Grosso            | 102,000         | État              | 1998             | Biome amazonien  |
| Rio Roosevelt                    | Mato Grosso            | 96,925          | État              | 2007             | Biome amazonien  |
| Samuel                           | Rondônia               | 71,061          | État              | 1989             | Biome amazonien  |
| Seridó                           | Rio Grande do Norte    | 1,163           | Fédéral           | 1982             | Caatinga         |
| Serra das Araras                 | Mato Grosso            | 28,637          | Fédéral           | 1982             | Biome amazonien  |
| Serra dos Três Irmãos            | Rondônia               | 87,412          | État              | 1990             | Biome amazonien  |
| Serra Geral do Tocantins         | Bahia, Tocantins       | 716,306         | Fédéral           | 2001             | Biome amazonien  |
| Taiamã                           | Mato Grosso            | 11,555          | Fédéral           | 1981             | Biome amazonien  |
| Taim                             | Rio Grande do Sul      | 10,939          | Fédéral           | 1986             | Zones côtières   |
| Tamoios                          | Rio de Janeiro         | 9,361           | Fédéral           | 1990             | Zones côtières   |
| Terra do Meio                    | Pará                   | 3,373,110       | Fédéral           | 2005             | Biome amazonien  |
| Station écologique de Tupinambás | São Paulo              | 2,464           | Fédéral           | 1987             | Zones côtières   |
| Tupiniquins                      | São Paulo              | 1,728           | Fédéral           | 1986             | Zones côtières   |
| UFMG                             | Minas Gerais           | 114             | Fédéral           | 1988             | Cerrado          |
| Uruçui-Una                       | Piauí                  | 135,120         | Fédéral           | 1981             | Cerrado          |
| Wenceslau Guimarães              | Bahia                  | 2,418.00        | État              | 1997             | Forêt atlantique |
| Xitué Ecological Station         | État de São Paulo      | 3,095           | État              | 1987             | Forêt atlantique |